# Inclusion Hill
Inclusion Hill är en kulle i Antarktis. Den ligger i Östantarktis. Nya Zeeland gör anspråk på området. Toppen på Inclusion Hill är 335 meter över havet.
Terrängen runt Inclusion Hill är varierad. Havet är nära Inclusion Hill åt nordväst. Trakten är obefolkad. Det finns inga samhällen i närheten. 